# Xiaomi
 (кин: 小米, транскр.  Сјаоми), често правописно неправилно као „Шаоми”, јесте кинеска компанија која се бави производњом електронике и софтвера са седиштем у Пекингу. Основана је 2010. године. Компанију Сјаоми је подржао и Qualcomm, компанија која сарађује са најпознатијим произвођачима мобилне технологије. Тако су телефони које производи Сјаоми опремљени Qualcomm Snapdragon процесорима. Сјаоми, поред телефона, производи и таблет рачунаре, паметне наруквице, паметне телевизоре и другу пратећу опрему као што су слушалице, паметна обућа и слично.

## Модели  телефона
Први уређај који је направио Сјаоми био је Mi 2 и он је најављен августа 2012. године. Имао је уграђен Qualcomm Snapdragon процесор и продат је у скоро 10 милиона примерака у првих 11 месеци продаје, отворивши врата овој компанији ка тржиштима као што су Европа, САД, Аустралија и Нови Зеланд. Успех из 2014. године обележен је чињеницом да је Сјаоми постао једна од најпрофитабилнијих компанија на свету, са процењеном вредношћу од 45 милијарди долара. Након успеха модела Mi2, овај произвођач проширио је своје пословање на међународни ниво. Убрзо су се појавили уређаји Mi 3 и Redmi и историја је почела да се пише. Xiaomi Mi 3 је продао прву туру телефона у року од два минута након што су пуштени у продају.

### 
стиже са димензијама 141,3 × 69,6 × 8,9 мм. Тежак 156 грама, са процесором Octa-core Cortex-A53. Батерија има 4100 mAh, што ће корисницима који нису превише захтевни омогућити коришћење овог телефона и до два дана без пуњења. Ту је опција Dual-SIM, као и екран величине 5,5 инча (1080×1920 пиксела). Главна камера има 13 мегапиксела, резолуција видеа (1080p) 1920×1080 пиксела, а ту су блиц и аутофокус. Предња камера има 5 мегапиксела. Ту су 2 GB RAM-а, као и 16 GB меморијског простора, уз могућност проширења. Ради на ОС Android 6.0.
Модел који је на граници између телефона и таблета. Са екраном од 6,44 инча, ово је један он највећих мобилних телефона на тржишту. Поред тога, има чип Snapdragon 650, као и MIUI заснован на ОС Android 6.0. Задња камера има 16 мегапиксела, а предња 5. Батерија има 4850 mAh, па обећава дуго трајање без пуњача. Опремљен је са 2 или 3 GB RAM-а, у зависности од модела, са меморијским простором од 32/64/128 GB.
Модел „-{x
Xiaomi mi 5}-” има стаклену задњу површину, 32/64 GB интерне меморије, 3 GB RAM-а. С друге стране, модел Mi 5 Pro долази са керамичком задњом површином, са чак 128 GB интерне меморије и 4 GB RAM-а. Оба модела деле чипсет Snapdragon 820. Такође, оба модела имају камеру са стабилизацијом слике око четири осовина. Ниска цена за овај однос квалитета је једна од предности ових телефона.
Овај модел долази са чак 6 GB RAM-a и ОС Android 7.1. Ту је и чип Snapdragon 835. Предња камера има 8 мегапиксела, а задња је двострука од 12 мегапиксела. Батерија има 3350 mAh. Има закривљене ивице и екран величине 5,15 инча. Ту је и USB Type-C улаз, али овај модел нема улаз за слушалице.
Модел Xiaomi Redmi 7 представљен је у марту месецу 2019. године. Предња камера овог уређаја има 8 мегапиксела, док је задња камера двострука са 12 мегапиксела. Најјача верзија долази са 4 GB РАМ-а, 4000 mAh батеријом и андроид верзијом 9.0.

### Xiaomi 14 Ultra
Xiaomi 14 Ultra лансиран је у фебруару 2024. године. Његова главна карактеристика јесте четвороструки систем камера направљен у сарадњи са чувеном немачком компанијом Leica. Поред овакве камере, Xiaomi 14 Ултра садржи и Снапдрагон 8 процесор треће генерације као и WQHD+ динамички 1-120Хз AMOLED екран. Овај телефон такође подржава брзо пуњење од 90W, а долази и са 12 GB или 16 GB РАМ-а. Још једна новина је 6М42 алуминијумски оквир као и веганска кожа којом је обложена полеђина телефона.
За промоцију овог модела у Србији је у априлу 2024. године спроведена маркетиншка кампања са фотографом, Масимилијаном Тосканелијем. Организовано је јавно фотографисање у ТЦ Галерија на ком је Масимилијано фотографисао људе овим телефоном, да би им на крају открио да он уопште није професионални фотограф, већ глумац. Кампања је спроведена са циљем да се докаже да су Leica сочива толико добра да било ко може да направи професионалне фотографије уз њих.